# 大祭司面前的基督
《大祭司面前的基督》是荷兰艺术家赫拉德·范洪特霍斯特创作的一幅布面油画，创作于1617年左右。这幅画现藏于伦敦国家美术馆。它描绘了耶稣在被判处死刑前不久接受大祭司该亚法审问的场景。

## 历史
1610年至1620年间，赫拉德·范洪特霍斯特在罗马居住和工作。在此期间，侯爵文森佐·朱斯蒂尼亚尼委托洪特霍斯特创作这幅画作，作为他宫殿的收藏品。
洪特霍斯特的创作可能受到了画家卢卡·坎比亚索作品的影响（他的艺术作品也在朱斯蒂尼亚尼的收藏中），以及意大利大师卡拉瓦乔。
《大祭司面前的基督》在之后被多位主人收藏：
1. 文森佐·朱斯蒂尼亚尼，罗马，1638–1804年
2. 吕西安·波拿巴，巴黎，1804–1820年
3. 卢卡公爵，1820–1840年
4. 英国第四代萨瑟兰公爵，1840–1913年
5. 伦敦国家美术馆，1922年-至今[3]

## 画面场景
这幅画描绘了正典福音书中有关耶稣受难的场景，具体来说是耶稣受到犹太宗教当局质问的场景。
福音书描述了耶稣被捕后被带到犹太公会大祭司该亚法面前的事件。洪特霍斯特描绘的是该亚法询问耶稣他是否真的自称为上帝的那一刻。
这一场景发生在晚上。耶稣和该亚法之间隔着一张桌子，桌子上仅有的一支蜡烛提供唯一的光源。桌子上的这些陈设是洪特霍斯自行添加到该场景中的，以在空间上将耶稣与该亚法区分开来。正如耶稣自称是人形的圣灵而在精神上将两人区分开一样。
该亚法坐在桌子后面，手里拿着一本摩西律法书，用手指着耶稣并指责他。然而，耶稣却平静地俯视着该亚法，似乎并不关心。他的面部表情和肢体语言表现出了平静和自制。根据福音书的佐证，他在整个审讯过程中都保持了这种状态。
耶稣和该亚法穿着类似的红色和白色的衣服。然而，在该亚法身上红色占据更大的面积，而耶稣则几乎完全穿着白色。这可能是对基督教中经常使用的比喻性语言的暗示，其中白色通常代表无罪的纯洁，红色代表血液或牺牲。
在基督和该亚法的后面的阴影中是其他大祭司的身影。他们等待着审判，脸上笼罩着黑暗。